# هبر جدير

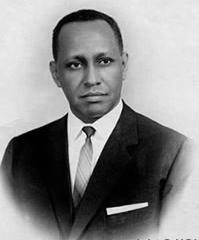

هبر جدير بطن من بطون ال هيراب عشيرة صومالية يشكلون جزءا من قبائل هوية ومن الصوماليين بشكل عام. توجد القبيلة في  جلجدود، و بنادر، و مودوغ، و هيران.وغيرها من المحافظات الصومالية  لعبوا دورا مهما في تاريخ الصومال من خلال تحالف ال هيراب ضد قبيلة الأجوران وسيطرتهم على مقديشو. قاموا بتأسيس سلطنة هراب في القرن السابع عشر بعد تمردهم على سلطنة أجوران.

## فروعها
- عير: وهي اقواها
- سليمان وهي أحلمهم وأفرسهم
- سرور:وهي رؤساءهم
- سعد : وهي اغناهم

خرج منها معظم زعماء الصومال والقياديين منهم : بما في ءلك الرئيس الوزراء الأول للصومال عبد الله عيسى محمود الرئيس السابق الخامس للصومال عبدالقاسم صلاد حسن و رئيس الوزراء السابق محمد حسين روبلي . أما في بنو هويه الرئيس الأسبق آدم عطي وشيخ شريف وأخرى .

## انطر أيضًا
- سلطنة هراب
- هوية (قبيلة)
- عبد القاسم صلاد حسن